# Nito Mores
Nito Mores (Villa del Parque, Buenos Aires, Argentina; 11 de agosto de 1944  - ibidem 1 de mayo de 1984), fue un actor y cantante de tango argentino.

## Biografía
Nito Mores fue el reconocido hijo del famoso músico Mariano Mores y la actriz Myrna Mores. Casado con la cantante Claudia Mores,  padre de Gabriel Mores y tío de la conductora Mariana Fabbiani, hija de su hermana Silvia Mores. Comenzó su carrera al estudiar piano en 1952 con la hija del maestro Athos Palma. Más tarde los continuó con el Castronovo durante seis años.
Posteriormente estudió armonía y contrapunto con Juan Elhert.
En 1965 amplió su formación con Mariacha Trinchero quien le enseñó solfeo y entrenamiento auditivo y continuó con ella como su profesora de canto hasta 1967.
Era también un gran amigo de Silvio Soldán y de Violeta Rivas y Néstor Fabián.

## Carrera
Nito tuvo una corta pero prometedora carrera de unos veinte años.
Debutó como cantante el 11 de agosto de 1964. Cantando en la orquesta de su padre compositor del famoso tango Uno. Junto a él llegó a compartir escenarios con grandes cantantes nacionales de tango Susy Leiva y Hugo Marcel en 1966.
En 1965 participó en el primer megashow realizado en Argentina,[cita requerida] denominado Buenos Aires Canta al Mundo, estrenada en el Teatro Presidente Alvear. La obra estaba escrita por Cacho Carcavallo, Martín Darré y Mariano Mores, con guiones humorísticos realizados por Gerardo Sofovich y Hugo Sofovich, y diez cuadros musicales, recreando distintas partes del mundo y los estilos musicales de estas, como París, el Lejano Oeste, Chicago, Japón, etc. El elenco musical estaba dirigido por el propio Mores e integrado por Eddie Pequenino, Lorenzo Alessandría, Los Arribeños, Daniel Cicaré, Oscar Ferro, Dayna Fridman, Osvaldo Guerrero, Alberto Irízar, Mario Jordán, Noemí Kazán, Los Mac Ke Mac's, Ubaldo Martínez, Javier Portales, Violeta Rivas, Alba Solís, los bailarines Mayoral y María Elena, José Luis Paz y Víctor Valli.
Su debut fue en el Teatro Avenida de Mendoza cantando el tango "El Ciruja".
En 1965 integra el elenco de la obra Buenos Aires En Primavera, junto con Adolfo Stray, Gogó Andreu, Roberto García Gómez y Mariano Mores.
En 1967 lanzó su primer disco, que incluyó tangos y baladas y fue acompañado por el director y arreglador Martín Darré.
Su primera aparición en la capital fue en el Teatro El Nacional ese mismo año. Los dos años siguientes apareció en varios Shows de tango en Canal 9 y Canal 13.
Se comprometió a registrar un gran número de interpretaciones con los maestros Carlos García y Martín Darré para los sellos Odeón y Microfón.
Sus canciones de la firma eran sus versiones de "Uno" y "La Calesita". Su bella voz de barítono, con buena entonación y matices, se lució con una calidad ejemplar en el tango de su padre (con letra de León Benarós), "Oro y Gris".
Ya casado, en 1973 retornaron al país, presentando el espectáculo Yo Canto a Mi Argentina en Mar Del Plata. Luego actuaron en el Teatro Cómico porteño, junto a grandes estrellas, ballet y despliegue escénico, al estilo Mores.
En 1974 el clan volvió a Mar Del Plata, esta vez en la Carpa Celeste y Blanca, que convocaba a miles de espectadores. En 1978 realizaron una gira de ocho meses por América, incluyendo Estados Unidos.
En 1975 estuvo en el Auditorio del Templo Masónico Scottish Rite Auditorio de Los Ángeles. Allí se presentó integrando el espectáculo musical de Mariano, su ballet junto a Alberto Locati y Claudia Mores. También trabajó en la obra teatral Esta Revista... También Mata! en el Teatro El Nacional, junto a su padre, Norma Pons y Mimí Pons, Juan Verdaguer, Dringue Farías y Alfredo Barbieri.
También compartió escena con la gran cantante Rosanna Falasca quien, al igual que él, falleció de una enfermedad terminal a corta edad. Cantó por última vez el 4 de noviembre de 1983 en Michelangelo con apenas 3 temas por prescripción médica.

### Filmografía
En 1980 Nito y Claudia, acompañados por la gran orquesta lírica-popular, interpretaron Adiós Pampa Mía, en el film Sucedió en el fantástico Circo Tihany.

### Televisión
- 1966: La Botica Del Ángel, de Bergara Leumann.
- 1967: Sábados Continuados, donde conoce a su futura mujer Claudia.
- 1968: La Familia Mores, emitido por Canal 9.
- 1970: Sábados De La Bondad
- 1969: Grandes Valores, por Canal 9.
- 1973: Claudia y Yo, por Canal 7.[3]
- 1974: Amores De Estudiantes, por Canal 2, junto a Zulma Faiad y Sergio Renán.
- 1977: Tropicana Club
- 1981: Juntos, por ATC-CANAL 7, programa creado y producido por el productor televisivo Roberto Fontana.

## Vida privada
Estuvo casado desde 1968 hasta su muerte con la también cantante de tango Claudia Mores, con quien tuvo tres hijos, las mellizas Marcela y Silvia, y Gabriel, quien se dedica actualmente a continuar con el legado de su padre. Tanto el casamiento con su mujer como la fiesta en el Club Hípico, fueron transmitidos por Canal 9, llegando a los 60 puntos de índice de audiencia.

## Tragedia familiar
En junio de 1971, su hija Silvia falleció de un tumor cerebral. El duro golpe que tuvo la pareja lo pudieron superar solamente dedicándose con entereza a su otra hija y a su trabajo. En 1972 Claudia estaba embarazada de nuevo.

## Fallecimiento
En uno de sus viajes a México, que hacía junto a su padre, donde grabaron un disco con el tema "Uno", debieron regresar a Argentina ya que Nito comenzó a sentir un gran malestar. Al poco tiempo le diagnosticaron un cáncer terminal. Estuvo internado y agonizó durante nueve meses en su casa bajo la atención de su mujer. Murió a los 39 años, el 1 de mayo de 1984 a las 0:30  y lo velaron en el barrio de Colegiales. Sus restos descansan en el Cementerio de Olivos junto a sus padres.